# 살두스구

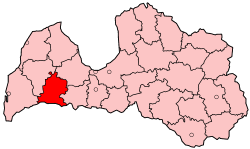
살두스 구의 위치

살두스구(라트비아어: Saldus rajons)는 라트비아 남서부에 있던 구로 행정 중심지는 살두스이며 면적은 2,182km2, 인구는 38,176명(2002년 기준), 인구 밀도는 17.5명/km2이다. 2개 시와 19개 교구를 관할했으며 2009년에 실시된 행정 구역 개편에 따라 폐지되었다. 리예파야 구와 쿨디가 구, 탈시 구, 투쿰스 구, 도벨레 구와 접하고 있었으며 리투아니아와 국경을 접하고 있었다.